# 伊扎特·阿尔特科夫
伊扎特·阿尔特科夫（1993年9月8日—），吉尔吉斯斯坦男子举重运动员，2016年亚洲举重锦标赛男子69公斤级金牌得主、2018年亚洲运动会男子69公斤级铜牌得主。